# Destiny (ビデオゲーム)
Destiny（デスティニー）は、SF・オープンワールド設定のオンライン・マルチプレイヤー・アクションロールプレイングゲーム・FPSゲーム。

## 概要
『Halo』シリーズで知られるバンジーが開発を行い、バンジーと10年に及ぶ専属契約を締結したアクティビジョン・ブリザードがパブリッシングを行う。本作は欧米地域では2014年9月9日にPlayStation 3、PlayStation 4、Xbox 360、Xbox Oneで発売された。日本ではソニー・コンピュータエンタテインメントジャパンアジア（SCEJA）がパブリッシングを行い、PlayStation 3用およびPlayStation 4用タイトルとして2014年9月11日に発売された。
本作はオンライン専用タイトルなのでプレイするにあたってはインターネット接続が必須となるが、いくつかのMMOゲームで見られるような月々の利用料の追加支払は不要である。ただしPS4ではPlayStation Plus、Xbox 360とXbox OneではXbox Liveへの加入が求められる。
発売後も、継続的なアップデートと拡張コンテンツの配信が行われており、2014年12月10日に拡張コンテンツ第1弾「地下の暗黒（The Dark Below）」（以下、略称TDB）、2015年5月20日に拡張コンテンツ第2弾「ハウス・オブ・ウルブズ（House Of Wolves）」（以下、略称HOW）が配信された。発売から2年目を迎える2015年9月17日には、ゲームシステムの変更・改善を伴う大規模拡張コンテンツ「降り立ちし邪神（The Taken King）」（以下、略称TTK）が配信された。その後も、発売から3年目を迎える2016年9月20日に拡張コンテンツ「鉄の章（Rise Of Iron）」（以下、略称ROI）が配信された。ROIでは前世代機であるPS3及びXbox 360での配信はなく、PS4及びXbox Oneでのみ配信されている。
日本では2015年9月17日にPS4/PS3向けにTDB〜TTKまでの拡張コンテンツが収録された「Destiny 降り立ちし邪神 レジェンダリーエディション」がSCEより発売された。さらに、2016年9月20日にはTDB〜ROIまでの全ての拡張コンテンツが収録された「Destiny コンプリートコレクション」がSIEより発売されている。
2017年には最後の大型アップデート「勝利の時代」が配信された。
2017年9月6日には続編となる「Destiny 2」が発売された。

## ゲーム内容
本作のスタイルはMMOの要素を組み込んだFPSとして説明されてきたが、バンジーはDestinyを伝統的なMMOゲームと言うことは避け、「シェアード・ワールド・シューター」（世界共有シューター）と呼んでいる。それはDestinyが伝統的なMMOゲームの特徴の多くを欠いているからである。例えば、よくある多くのMMOゲームのようにプレイヤーがゲーム内や特定のサーバーで他のプレイヤーたち全てを見たり関わったりできるというのではなく、Destinyはプレイ中もオンザフライのマッチメイキングを実行しており、プレイヤーはゲームによって「マッチされた」他のプレイヤーのみを見たり関わったりできるのである。
Destinyはグローバル・イルミネーションとリアルタイムのダイナミックライティングを同時に行える新しいゲームエンジンを組み込む。『Halo』のマッチメイキングシステムが背景にあるバンジーの「ホッパー」技術におけるイノベーションによって、マルチプレイヤーモードの協力プレイか対戦プレイのいずれかにおいて、より自然な体験を作り出すためのより優れたプレイヤーマッチメイキングが可能になる。
プレイヤーは「種族」と「クラス」を選んでキャラクターを作成する機会が与えられる。種族を選ぶのと異なり、クラスを選ぶことはDestinyでの遊び方やキャラクターの成長に多大な影響がある。それぞれのクラスには各自の「フォーカス」がある。フォーカスとはco-opミッションと対戦試合においてプレイヤーの好みで流れを変えるために使用される特殊能力のことである。これらのフォーカスの能力は攻撃用、守備用、バフ用（プレイヤー側の3人構成のチームに対するもの）がある。フォーカスで最も効果的な能力は「スーパー」と呼ばれ、ガーディアンが戦闘中に使えるスキル・ムーブである。それぞれのスーパーにはアップグレード可能なスキルツリーがある。
エンドコンテンツは発売後にダウンロードコンテンツの形で追加される。2014年9月16日にレイドが解禁された。

## ゲームモード
本作のゲームモードとして、以下のものが存在する。拡張コンテンツやアップデートによって、その内容と種類は増加する。
ストーリー
キャンペーン・モード。プレイヤーは特定の目標が存在するマップに送り込まれ、ミッションを遂行する。
パトロール
一度訪れたマップを自由に探索できるゲームモード。探索中に「公開イベント」と呼ばれる突発的なミッションが発生する事がある。
クルーシブル
プレイヤー相手の対戦マルチプレイ。対戦ルール・マップが複数用意されており、これらは拡張コンテンツやアップデートによって増加する。
ストライク
最大3人のプレイヤーでファイアチームを組み敵に挑む協力マルチプレイ。拡張コンテンツごとにプレイリストが増加する。
レイド
最大6人のプレイヤーでファイアチームを組んで挑むダンジョン。エンドコンテンツであり、他のモードよりも難易度が高い。
ガラスの間
2014年9月16日にリリースされた第1弾となるレイド。ロケーションは金星、イシュタルシンク地域。ベックスが建設した太古の地下組織で、以前に挑み命を散らしたガーディアンは既に伝説となっている。

## 拡張コンテンツ
Destinyは発売後も、拡張コンテンツのリリースが継続して行われている。
拡張コンテンツを適用すると、新たなミッションやゲームモードが解放され、よりランクの高い装備を入手できるようになる。
地下の暗黒（The Dark Below）
2014年12月10日にリリースされた拡張コンテンツ第1弾で、ハイヴの神の一柱であるクロタとの戦いにフォーカスした内容となっている。
新たなるミッションや第2弾レイドである「クロタの最期」が解放される。このコンテンツで得られる装備によって、最大光レベルを32まで上昇させる事ができる。
ハウス・オブ・ウルブズ（House Of Wolves）
2015年5月20日にリリースされた拡張コンテンツ第2弾。このコンテンツは、小惑星帯にある国「リーフ」を裏切ったフォールンとの戦いにフォーカスした内容となっている。
ミッションの追加に加えて、新規ゲームモードである「アリーナ」が解放される。このコンテンツで得られる装備によって、最大光レベルを34まで上昇させる事ができる。
アリーナ
最大3人のプレイヤーでファイアチームを組んで挑むバトルアリーナ。ラウンド制が採用されており、最終ラウンドのボス戦をクリアすると報酬が入手できる。
降り立ちし邪神（The Taken King）
2015年9月17日にリリースされた大型拡張コンテンツ。このコンテンツは、「地下の暗黒」で登場したクロタの父親であるハイヴの神「オリックス」率いる宿られた軍との戦いにフォーカスした内容となっている。
新規マップであるハイヴの戦艦「ドレッドノート」、第3弾となるレイド「邪神、滅びる」が解放される他、ガーディアンに新たなサブクラスが追加される。
システム面でも多くの変更・改善が加えられた。例えば、プレイヤーの強さを示す光レベルの算定方法が変更され、光レベルは装備している武器・アーマーの数値の平均値となった。
このコンテンツで得られる装備によって最大光レベルを320まで上昇させる事ができる。
2016年4月13日には無料アップデートが行われており、新規アリーナミッションやストライクミッションが追加されている。また、最大光レベルを335まで上昇させる事ができる。
鉄の章（Rise Of Iron）
2016年9月20日にリリースされた拡張コンテンツ。このコンテンツは、黄金時代に封印されたナノテクノロジー「ZIVA」を手に入れたフォールンとの戦いにフォーカスした内容となっている。
新規マップとして地球に「災いの地」が追加され、第4弾となるレイド「機械の天罰」が解放される。
このコンテンツで得られる装備によって、最大光レベルを400まで上昇させる事ができる。

## あらすじ
宇宙進出時代、人類は火星にて遭遇した未知の存在「トラベラー」によって多大な恩恵を受けた。
探検・平和・技術革新により、何世紀にも及ぶ偉大な繁栄「黄金時代」を築くが、「暗黒」による侵略を受け、文明が崩壊してしまう。その「大崩壊」と呼ばれる出来事の、700年後の世界がDestinyの舞台である。。
トラベラーはその力を徐々に失い、「黄金時代」は終焉を迎え、人類は絶滅寸前の暗黒時代に入った。地球に住むわずかな者たちだけがトラベラーの加護を受け「大崩壊」を生き延び、トラベラーの下に人類最後の都市「シティ」を築いた。トラベラーは「シティ」の上空に浮いており、人類の守護者である「ガーディアン」に対し、「光」と呼ばれる未知の力を与えている。
「大崩壊」後、初めて再植民と復興を試みた人類は、敵対するエイリアンの総称「暗黒」が人類のかつてのコロニーと文明を占拠し、今や「シティ」をも侵略しつつあることを知る。プレイヤーは太古の時代の死者であり、「ゴースト」に蘇らされる。その後「シティ」の「ガーディアン」となり、人類が世界から完全に消え去ってしまう前にこれらの脅威を調査し破壊する任務が与えられていく。
一方、「暗黒」より生まれた種族・ハイヴの神オリックスが「大崩壊」に産んだ子の一人であるクロタは地球への侵攻軍を結成し、黄金時代に人類が残した地球の防衛システムに攻撃を仕掛けるなど、トラベラー殲滅に向けて動いていた。人類はクロタのせいで月にいられなくなったものの、「ガーディアン」の活躍により、月での探索を再開できた。
拡張コンテンツI「地下の暗黒」では、月から生還したエリス・モーンという人物の助力を得て「ガーディアン」はクロタの計画を阻止する。

## 登場人物

### プレイヤーキャラクター
Destinyは地球最後の都市「シティ」を守るために設けられた人類最後の守護者である「ガーディアン」の旅を軸に展開する。ガーディアンは人類、アウォークン、エクソの3つの別個の種族から成る。プレイヤーキャラクターの種族は純粋に外見だけであり、Destinyのゲームメカニクスには何ら影響しない。
人類
黄金時代に太陽系全体を支配していた種族で、大崩壊を乗り越えた。人類は取っつきやすくタフでややこしくないものとして描かれる。その軍隊組織、キャラクターデザイン、美学は『Halo』シリーズに登場するスパルタンからインスピレーションを受けている。
アウォークン
大崩壊の時、地球へと逃げるのではなく、光が届く限界の地、小惑星群に存在するリーフへと逃げ延びた人類の成れの果て。肌や目の色が人類からかけ離れている。アウォークンはエキゾチックで美しくミステリアスなものとして描かれ、エルフやヴァンパイア、幽霊または天使といった想像上の存在にインスピレーションを受けている。
エクソ
黄金時代に人類が製作した戦闘用アンドロイドで、外見以外に人類と区別することは出来ない。しかし、その技術ももはや失われ、もはやゴーストを除いてその内部構造は誰にも分からなくなってしまっている。エクソは不吉で力強く勤勉なものとして描かれる。エクソはアンデッド、『HALO』のマスターチーフ、『ターミネーター』の題名となっているキャラクターからインスピレーションを受けている。
プレイヤーは種族と共にハンター、ウォーロック、タイタンの3つの中から1つのクラスを選ぶ。
また各クラスにそれぞれ2つの「サブクラス」が存在したが、TTK以降更に各クラスに1つのサブクラスが追加された。これにより全クラスがソーラー、アーク、ボイドの3種の属性それぞれに、違ったスキルを持つサブクラスを得た。上のサブクラスが初期のサブクラスで、レベル15に達した時点で下のサブクラスが、レベル25で特定のクエストをこなすことで3つ目のサブクラスが開放される。サブクラスはプレイ中にいつでも変更することができる。
ハンター
ハンターは古典的な「賞金稼ぎ」を思わせる偵察的な職である。バンジーは『スター・ウォーズ』のハン・ソロや、クリント・イーストウッドの『名無しの男』のような古い西部劇映画の古典的な登場人物たちを引き合いに出している。
ガンスリンガー
ガンスリンガーは「ゴールデンガン」と呼ばれる銃を召喚することができ、強力なソーラーの光を発射することができる。
ブレードダンサー
ブレードダンサーは、光を開放して俊敏性を増し、強力なアークの光を纏った「アークブレード」によって敵を殲滅できる。
ナイトクローラー
ナイトクローラーはボイドの光を纏い、「シャドウショット」と呼ばれる矢を放つ。この矢を受けた敵は移動力と防御力が大きく低下する。
ウォーロック
ウォーロックは武器に「トラベラー」からの特別な力を合体させる、いわば「宇宙の魔法戦士」。ウォーロック職は『スター・ウォーズ』のジェダイの騎士、『指輪物語』のガンダルフ、『マトリックス』シリーズのモーフィアスの影響を受けている。
ボイドウォーカー
ボイドウォーカーは凝縮したボイドの光を前方に飛ばす「ノヴァボム」によって、密集した敵を一斉に破壊できる。
サンシンガー
サンシンガーは溜めたソーラーの光を全身に纏う「ラディエンス」を発動して、一定時間すべてのスキルのチャージ時間を短縮できる。
ストームマスター
ストームマスターは全身にアークの光をみなぎらせ、突き出した両手から放出する「ストームトランス」により敵を一掃する。ストームトランスの稲妻は敵に命中すると連鎖し、多数の敵を瞬く間に殲滅する。
タイタン
タイタンは重火器・重装甲を持ち、古典的な「未来の兵士」を思わせるように意図されている。タイタンはバンジー自身の『Halo』のマスターチーフ、『スター・ウォーズ』のストームトルーパー、その他SFの「宇宙海兵隊」にインスパイアされている。
ストライカー
ストライカーは強力なアークの光を用いて地面を叩く「ハボックフィスト」によって、自分を中心とした周囲の敵を殲滅できる。
ディフェンダー
ディフェンダーはボイドの光を変形させ、自分の周囲に破壊不可能な「ドーン・ウォード」と呼ばれるバリアを形成し、自分や味方を守ることができる。
サンブレーカー
サンブレーカーはソーラーの光を一点に凝縮した「サンハンマー」を生み出す。投げつけることでソーラーの爆発を起こし、敵を殲滅する。

### サブキャラクター
ゴースト
プレイヤーに随伴するロボットAI。ガーディアンの素質を持った死人に、トラベラーの「光」を与え蘇生させ、ガーディアンとなった者の補佐をする使命を持つ。

### タワーの住人
預言者
「大崩壊」によって人類と対話する力を失ったトラベラーに代わり、その代弁者を務めている仮面を付けた高僧。トラベラーと人類の長い歴史を知る数少ない人物である。彼もまたゴーストを従えており、彼自身もガーディアンである。
ザヴァラ司令官
「トワイライトギャップの戦い」において功績を残したアウォークンのタイタン。バンガードの司令官を努めており、タイタンバンガードの担当者。
ケイド6
太陽系の数多くの謎を突き止めようと奔走し、伝説の「ガラスの間」に挑戦しようと試みていたエクソのハンター。ハンターバンガードの担当者。
イコラ・レイ
シティを離れ、数多くの敵地を偵察する放浪の日々によって知を深めた人間のウォーロック。ウォーロックバンガードの担当者。
シャックス卿
「トワイライトギャップの戦い」の英雄の一人である仮面を付けたタイタン。この戦いで痛感したシティの戦力不足を解消するため、ガーディアン達を訓練する目的でガーディアン同士を戦わせる「クルーシブル」を開いている。クルーシブルの報酬交換の担当者。
ラクシュミII
シティのファクション（派閥）「フューチャー・ウォー・カルト」のシティでの窓口を担当するエクソ。過去は謎に包まれているが、多くの知識をその中に秘めている。
アラーハ・ジャラール
シティのファクション（派閥）「デッド・オービット」のシティでの窓口を担当するアウォークン。人類の生存という最終目的のためには、手段を選ばない極端な功利主義の元に動いている。
遂行者ヒデオ
シティのファクション（派閥）「ニューモナーキー」のシティでの窓口を担当する人間の若者。
マスター・ラフール
シティに常駐する考古学者「クリプトアーキ」の一人のアウォークン。黄金時代やその大崩壊について極めて強い興味を持ち、ガーディアンが持ち込む暗号化された物質「エングラム」を、無償で解読してくれる。
テス・エベリス
タワーやシティの外から運ばれてくる特殊物資の配給を担当するアウォークン。問題のまとめ役として頼られている。
エヴァ・レバンテ
タワーでガーディアンの外見をデザインする「装飾技師」を担当する人間の女性で、全身のアーマーの色を統一する「シェーダー」やエンブレムを購入することが出来る。
アマンダ・ホリデイ
各地を飛び回るガーディアンの足、「シップ」を修理・販売している人間の女性。失われたシティの航空宇宙機能を回復させようと日々努力している。
バンシー44
タワーの銃器技師を担うエクソ。彼が見たことのない銃器はほとんど存在せず、修理することもできない銃器はさらに少ないと言われる。
シュール
「ナイン」と呼ばれる謎の人物、または組織に仕えるエージェント。全身を黒ずくめの服で覆っており、その顔面には謎の襞が蠢いている。日本時間金曜の午後6時から日曜の午後6時までタワーに現れ、エキゾチックの装備品や希少価値の高い消耗品を取り扱う。彼と取引するには「奇妙なコイン」が必要。
サラディン卿
「トワイライトギャップの戦い」を指揮した英雄のタイタン。サヴァラ司令官やシャックス卿は彼の弟子であり、クルーシブルの中でも熟練した者をさらに鍛えあげる「アイアンバナー」を開催する。
エリス・モーン
DLC「地下の暗黒」より登場。月にいるハイヴの首領格、クロタを倒すためかつて送り込まれたガーディアンの1人であり最後の生き残り。額にハイヴの目を埋め込んでいる。ハイヴについての知識が非常に豊富で、TTKでも幾度と無くプレイヤーに助言をくれる。
オシリス
かつて預言者の弟子であったが、トラベラーの存在に疑問を懐き、シティ内部の資源を流用してベックスを追い求め、ガラスの間を発見したが、不正を追及されシティから追放された。その後の消息は不明だがオシリスの思想や教義を追い求める者たちが一定の勢力を持っており、3vs3のPvPマッチ「オシリスの試練」を開催し報酬を配布している。
フレーム
現在のシティの技術でも製作可能なシンプルなロボット。エクソとは技術的に大きく劣り、大抵のフレームは感情を持たないが、一部の長期間稼働しているフレームには、固有の性格を身につけているものもいる。
カディ55-30
シティの玄関口となるポストでガーディアンを歓迎するフレームの一体。機械的な受け答えしか出来ないはずのフレームだが、彼女の返答は近頃表情の色を見せ始めている。
ロニ55-30
バンガードの補給担当官を務めるフレームの一体で、シティで働く多くのフレームの中でも最も頼りにされている。常に冷静さを保っている。
アーサイト99-40
シャックス卿が所有する、シティ最後の戦闘用フレームの一体。シャックス卿が現役を一時退き、シティに留まる選択をした際に戦闘システムを停止されているが、その内には未だ戦闘に対する情熱が脈打っているといわれる。クルーシブルの補給担当官を担う。
ザンダー99-40
最近製造されたフレームの一体で、バンガードやクルーシブルから通達される任務「バウンティ」をガーディアンに公開し、達成したものにその報酬を渡す権限を持つ。バウンティの管理を担う。

### ベスタ基地
ベスタ基地は光の届く終端の小惑星地帯に位置する、小惑星ベスタに設けられたリーフの前線基地の一つ。
女王 マラ・ソブ
リーフに存在するアウォークンの女王。フォールンの一部と独自の協定を結ぶなど、独自勢力として一定の力を保っている。TTKでは襲来したハイヴの艦隊に対し攻撃を仕掛ける。
女王の兄 ユルドレン・ソブ
女王の補佐役で、女尊男卑社会らしいリーフにおいても実力者として一定の地位にある。プレイヤーに対して非常に尊大で高圧的な態度を取る。
ペトラ・ベンジ
リーフの女王に仕える使者の1人。初期は任務失敗の懲罰的措置として左遷され、タワーにいた。ハウス・オブ・ウルヴズの事件以降は呼び戻されている。
忠臣バリクス
リーフの女王に仕えるフォールン。通常のフォールンとは異なる立場にある存在、ハウス・オブ・ジャッジメントを率いる。フォールンの権威と力の象徴である主腕を失い義肢を装着しているが、それに強いコンプレックスを持っている。

### ロケーション
プレイアブルマップは地球、月、金星、火星。TTKにより土星が追加された。

### 敵キャラクター
敵キャラクターとして、フォールン、ハイヴ、ベックス、カバルの4種が存在する。彼らは人類とは相容れない存在であり、「暗黒」と呼ばれる。TTKによりハイヴの神・オリックスが率いる特殊な存在「宿られた兵」が追加された。
フォールン
かつては王政の元、高度な文明を築いていたと考えられている種族。しかし、何らかの理由によって王政は崩壊し、今では他文明の遺産を漁る宇宙海賊と成り下がっている。彼らはそれぞれ、自らを王族の末裔と主張する「ケル」が率いる「ハウス」に属している。主に地球に存在するが、行動範囲が広く、金星に現れることもある。外見上の特徴としては、4本の腕が挙げられる。
ハイヴ
太古から存在する種族。光に対する非常に強い敵対意識があり、闇を簡単に取り込めるよう光を弱めることを使命としている。彼らの科学技術は魔法の粋に達しており、数多くの「儀式」を行っている。遠い暗黒に存在する「王」のような存在に仕えていると考えられている。主に地球と月に存在する。
宿られた兵
ハイヴの神、オリックスの尖兵。オリックスが「宿り」を与えることで変貌し、真っ黒な体に光る目と四肢を持つ。フォールン・ベックス・カバルのような異種族を「宿り」により尖兵に変えることができる他、忠誠を誓うハイヴも「宿り」により強化される。宿られた兵はもともとの種族の戦闘能力に加え、それぞれが1つずつ固有の特殊能力を与えられている。戦艦ドレッドノートにより地球圏に飛来、土星近辺でリーフ・カバルと交戦し、現在ドレッドノートは土星に留まっている。主にドレッドノート内に存在するが、各惑星でも一定時間毎に「宿り」による尖兵を投入してくる。
ベックス
その由来・目的の全てが不明な機械生命体で構成された種族。そのテクノロジーは時空間すら操る。特殊な構造物を建築するという習性を持ち、大崩壊の際、水星そのものを数日で彼らのプラットフォームとなるマシンへと変えた。主に金星や火星で活動している。
カバル
「帝国」を築き、何らかの目的のために光と争っている種族であり、主に火星に存在する。重武装と高い統率力が特徴であり、母星から派遣された指揮官が多くの軍団を率いている。また寿命が非常に長く、大崩壊の際にカバルを指揮していた指揮官がまだ現役で指揮を取っているという。

## 開発
Destinyの存在を最初に示したものは、バンジーの2009年のゲーム『Halo 3: ODST』に登場している。作中に「Destiny Awaits」（Destinyが待っている）と読めるサインが壁に書かれ、謎の球体がそばに浮いている地球の絵が示されていた。2010年から2011年にインタビューやプレゼンテーションでバンジー社員はDestinyのことを言っていると解釈可能な曖昧な発言をしているが、2011年8月のバンジーの20周年ドキュメンタリー『O Brave New World』までは公然とDestinyに言及することはなかった。そのドキュメンタリーの中ではいくつかの初期の環境描写や、「Grognok」と名付けられた環境エディタ、モーションキャプチャ装置を身に着けて俳優がシーンを演じている短いショットが登場していた。当時『Destiny』はコードネーム「Project Tiger」として知られていた。「Project Tiger」は2011年8月にバンジーの共同設立者ジェイソン・ジョーンズがDestinyについて語ったときに使った名前である。その後「Project Tiger」は開発名称『Destiny』として知られるようになった。
2012年5月21日、バンジーとアクティビジョンの間のパブリッシング契約がロサンゼルスタイムズによって報じられた。この契約は本来、Infinity Wardの前従業員ジェイソン・ウエストとヴィンセント・ザンペラに対するアクティビジョンの訴訟において封印された証拠の中に入っていたものだったが、のちに当事件の裁判官によって開示された。その契約は各々が4つの『Destiny』ゲームの開発とパブリッシングを行い、第一作は2014年の第2四半期か第3四半期に発売するという、バンジーとアクティビジョンとの間での合意のあらましを記したものであった。
最初に本作の詳細が公にリークされたのは2012年11月のことで、コンセプトアートとプロットの詳細が明らかになった。バンジーはより詳細なリリースを行ってリーク情報を補足する一方、未発売のビデオゲームの詳細が計画されたリリースよりも前にまたもや明らかになったことについて遺憾の意を表明した。Destinyを描くにあたり、バンジーのリードライターであるジョセフ・ステイトンはバンジーが「固有の命を持つ」「世界を作り上げる」という企図を持ったゲームにアプローチしていると述べた。更なる情報は2013年2月にもたらされた。バンジーがビデオドキュメンタリーを発表し、Destinyについての情報とDestinyの背後にあるいくつかのコアとなるアイデアを明かしたのだ。そのアイデアには、バンジーの「七本柱」哲学も含まれる。これはできる限り顧客に広く訴えかけるゲームを作るべく採用した初期開発プロセスの七つの根本的な要素を明らかにしたもので、カジュアルな初心者ゲーマーと類似ジャンルの固定客をDestinyに触れさせることを特に強調している。DestinyはPlayStation 3とPlayStation 4で発売されることが2013年2月20日のPS4発表会で最初に発表された。バンジーはPS3版とPS4版両方に独占コンテンツがあることも明らかにした。のちにバンジーはDestinyがMicrosoftのXbox 360とXbox Oneで発売されることを認めた。
また、本作とソーシャルメディアを合体させる計画も明らかになった。プレイヤーがオフラインのときでもお互いに接続されたままにすることを可能にするものである。ゲーム内世界は絶え間なく変化する状態にあり、バンジーは携帯電話のアプリケーションをプレイヤーが新しいクエストをアップデートしプレイヤーにフレンドがゲーム内で何を行っているのかについて知らせるのに利用することについての潜在的可能性について探求している。
2013年6月、ソニー・コンピュータエンタテインメントのE3 2013カンファレンスでバンジーは本作の実演プレイを行った。
2013年10月1日、バンジーとアクティビジョンは、特定の小売業者で機種を問わず本作を予約したプレイヤーがベータ版にアクセスできる9ケタのコードを受け取ることができると発表した。追加のベータコードが10月20日開始週の間SNSであるFacebookとTwitterにおいてもランダムに送付された。
2014年3月20日、バンジーはに本作にFacewareのモーションキャプチャー技術を使用していることを発表した。
2014年4月11日、バンジーは長く作曲家・オーディオディレクターとして雇用していたマーティン・オドンネルを解雇した。最初ファンはオドンネルの不在が本作の音楽に影響するのではないかと心配したが、バンジーのピート・パーソンズはのちに本作の音楽は既に完成しており、オドンネルの不在は完成に向かっている開発に何の影響もないと認めた。
2014年6月9日のE3 2014で、バンジーはDestinyのPS4用アルファバージョンが6月12日から16日までオープンになると発表した。また、ベータテストがPlayStation 3とPlayStation 4向けに北米で2014年7月17日に始まると発表した。
2014年6月17日、ソニー・コンピュータエンタテインメントジャパンアジアは、日本において本作がPlayStation 3とPlayStation 4独占で発売されると発表した。これは本作が日本ではXbox 360とXbox Oneでは発売されないことを意味する。なお、SCEジャパンスタジオのローカライズプロデューサーである石立大介は、本作のローカライズはバンジーによるものであり、自分たちは関与していないとTwitterで述べている。
2014年6月26日、バンジーはDestinyがESRBの「T for Teen」のレイティングを受けたことを認めた。
2014年7月3日、日本におけるクローズドベータテストが2014年7月18日から実施予定と告知された。
発売翌日の2014年9月10日、アクティビジョンは本作の売上が5億ドルを越え、新規ビデオゲーム・フランチャイズでは史上最も成功したローンチ（出足）であると発表した。
Destinyの開発とマーケティング予算は5億ドル（10年以上のライフスパン）であり、これは既存のビデオゲームでは最も製作費のかかったビデオゲームである『グランド・セフト・オートV』を凌ぐものである。